# Four on the floor

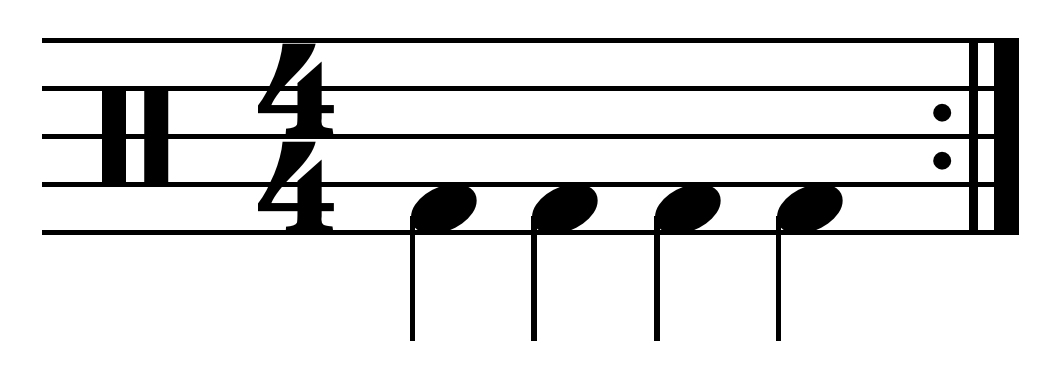
«Four on the floor» на бас-барабані та

«Four-on-the-floor» (або «four-to-the-floor») — це різновидність гри ударних музичних інструментів, який використовується переважно в танцювальних жанрах, таких як диско та електронна танцювальна музика. Це стійкий, рівномірний ритм, коли бас-барабан звучить на кожній долі (1, 2, 3, 4). Патерн було популяризовано в диско-музиці 1970-х років, і термін «four-on-the-floor» широко використовувався в ту епоху, оскільки біт виконувався за допомогою педального бас-барабана з ударної установки. 
«Four-on-the-floor» було поширеним в джазовій грі на барабанах, доки у 1940-х роках бібоп не розширив ритмічну роль за межі базових ритмів. Гаражні рок-гурти 1960-х років, наприклад, Troggs, використовували «four-on-the-floor» в деяких своїх хітах.
Ерл Янг вважається винахідником диско-стилю рок-барабанів (у пісні Harold Melvin & the Blue Notes «The Love I Lost» 1973 року), оскільки він був першим, хто широко та виразно використовував хай-хет тарілки протягом усього часу виконання R&B. 
Багато стилів електронної танцювальної музики використовують цей біт як важливу частину ритмічної структури. Іноді цей термін використовується для позначення рівномірного патерну 4/4 для будь-якого барабана.
Форма «four-on-the-floor» також використовується в джазовій грі на барабанах. Замість того, щоб бити по бас-барабану в яскраво вираженій і, отже, легко чутній манері, по ньому зазвичай вдаряють дуже легко (так зване «перо»), так що звук барабана відчувається, а не чується слухачем. Як правило, це поєднується з райд-тарілкою та хай-хетом у синкопі. Коли струнний інструмент створює ритм (ритм-гітара, банджо), усі чотири удари такту відтворюються однаковими даунстроками.
У регі бас-барабани зазвичай б'ють на третій долі, але іноді барабанщики грають «four-on-the-floor». Слай Данбар із Sly and Robbie був одним із регі-барабанщиків, які грали переважно в цьому стилі. Також Карлтон Барретт з Bob Marley and the Wailers грав «four-on-the-floor» у кількох хітах, таких як «Is This Love» та «Exodus». У регі, «four-on-the-floor» зазвичай йде разом із низькочастотною та потужною басовою партією. Ритмічний патерн можна зустріти в більш сучасних похідних стилях регі, таких як денсхолл, тоді як в рутс-регі це зустрічається рідше.